# بازخورد عصبی
بازخورد عصبی یا نوروفیدبک (به انگلیسی: Neurofeedback)، در اصل، نوعی بیوفیدبک است که با استفاده از ثبت امواج الکتریکی مغز و دادن بازخورد به فرد تلاش می‌کند که نوعی خودتنظیمی را به آزمودنی آموزش دهد. بازخورد، به‌طور معمول از راه صدا یا تصویر به فرد ارائه می‌شود و از این طریق، فرد متوجه می‌شود که آیا تغییر مناسبی را در فعالیت امواج مغزی خود ایجاد کرده‌است یا خیر.

## تعریف
در بازخورد عصبی، حِسگرهایی که الکترود نامیده می‌شوند، بر روی پوست سر بیمار قرارمی‌گیرند. این حسگرها، فعالیت الکتریکی مغز فرد را ثبت و در قالب امواج مغزی (دراغلب موارد به شکل شبیه‌سازی‌شده در قالب یک بازی کامپیوتری یا فیلم ویدئویی) به او نشان می‌دهند. در این حالت، پخش فیلم یا هدایت بازی کامپیوتری بدون استفاده از دست و تنها با امواج مغزیِ شخص انجام می‌شود.
به این شکل، فرد با دیدن پیشرفت یا توقف بازی و گرفتن پاداش یا از دست دادن امتیاز یا تغییراتی که در صدا یا پخش فیلم به وجود می‌آید، پی به شرایط مطلوب یا نامطلوب امواج مغزی خود برده و سعی می‌کند تا با هدایت بازی یا فیلم، وضعیت تولید امواج مغزی خود را اصلاح کند.
اینکه چه امواجی در مغز افزایش و چه امواجی کاهش یابند، کاملاً بستگی به مشکل هر فرد دارد و درمانگر آن را در طول جلسه تنظیم می‌نماید. از این روش می‌توان به منظور بهبود اختلالاتی چون بیش‌فعالی/کمبود توجه، ناتوانی‌های یادگیری، صرع، هراس و اختلالات اضطرابی، اختلالات مربوط به سوء مصرف مواد، افسردگی، مدیریت استرس، میگرن، سندرم تورت و اختلالات خواب استفاده کرد. این روش تحت عنوان EEG بیوفیدبک، نوروفیدبک و آموزش مغز نیز شناخته می‌شود. برای مشاهده اطلاعات بیشتر می‌توانید به مقاله معتبر حوزه نوروفیدبک مراجعه نمایید.
مطالعات دربارهٔ نوروفیدبک، تقریباً از دهه ششم قرن بیستم میلادی آغاز شده‌است و هنوز هم یکی از حیطه‌های فعال پژوهشی در علوم مغز است.

## تاریخچه
تولد و شروع به کار نوروفیدبک به سال ۱۹۵۸ بر می‌گردد، جویی کامیا، روانشناس، استاد دانشگاه شیکاگو برای اولین بار توانست به فردی آموزش بدهد تا امواج مغزی خود را کنترل نماید. کامیا در آزمایش خود، یک الکترود در پشت سر در نیمکره چپ نصب کرد و از آزمودنی خواست تا حدس بزند که چه زمانی باند فرکانسی آلفا در مغز وی غالب است. کامیا در زمانی که آزمودنی درست یا اشتباه حدس می‌زد به وی اطلاع می‌داد. در روز دوم، آزمودنی در ۶۵ درصد از موارد و در روز چهارم در ۱۰۰ درصد موارد توانست حضور باند فرکانسی آلفا را درست تشخیص بدهد. در آزمایش دومی که توسط کامیا صورت گرفت از آزمودنی خواست در زمانی که وی می‌خواهد، از ورود به حالت آلفا جلوگیری کند یا وارد این مرحله شود. نتایج آزمایش او نشان داد که مردم قادر هستند امواج مغزی خود را کنترل کنند و در مسیری که علاقمند هستند آن را هدایت نمایند.
در سال ۱۹۶۵ باری استرمن روانشناس و محقق خواب شروع به پژوهشی بر روی امواج مغزی در گربه‌ها کرد. استرمن به ۳۰ گربه آموزش داد تا برای دریافت غذا اهرمی را فشار بدهند. در مرحله بعدی از آزمایش، وی یک صدا را اضافه کرد. گربه‌ها باید منتظر می‌ماندند تا صدا متوقف شود و بعد اهرم را فشار دهند. بعد از اضافه کردن این متغیر، گربه‌ها وارد یک حالت منحصر به فرد شدند. در این مرحله، آن‌ها تا پایان متوقف شدن صدا بی‌نهایت هشیار و گوش به زنگ بودند، درست مانند زمانی که در طبیعت می‌خواهند شکار کنند. در این حالت، باند فرکانسی بتا پایین یا ریتم حسی حرکتی در مغز گربه‌ها فعال بود. در طی ۱۲ ماه، استرمن و همکارانش توانستند به گربه‌ها آموزش بدهند تا این باند فرکانسی را افزایش یا کاهش دهند.
توانمندترین افراد در زمینه کنترل بدن، یوگی‌ها و مرتاض‌های هندی هستند. حتماً تا کنون داستان‌هایی زیادی در رابطه با قدرت آن‌ها در مورد کنترل علائم حیاتی بدن خود شنیده‌اید. در سال ۱۹۶۹ المر و آلیس گرین با استفاده از بیوفیدبک، به مطالعه یک یوگی شرقی پرداختند. آن‌ها دریافتند، برخلاف آنچه که تا کنون پنداشته می‌شد یک فرایند کاملاً غیرارادی مانند امواج مغزی، ضربان قلب، درجه حرارت بدن را می‌توان کنترل کرد و کاهش یا افزایش داد. سوامی راما، یوگی بود که در این مطالعه شرکت کرده بود وقتی که او ذهنش را آرام می‌کرد باند فرکانسی تتا افزایش پیدا می‌کرد. او گفت: زمانی که من بر روی چیزی تمرکز نمی‌کنم آلفا افزایش می‌یابد. نوروفیدبک از ۱۹۸۰ تا کنون سیر تکاملی خود را داشته‌است و در حال حاضر نوروفیدبک در کلینیک‌ها توسط روانشناسان، نورولوژیست‌ها و روانپزشکان استفاده می‌شود.

## کاربردهای درمانی

### اختلال کم‌توجهی - بیش‌فعالی
در برخی مطالعات، ادعا شده‌است که نوروفیدبک می‌تواند در درمان اختلال بیش فعالی و کمبود توجه مؤثر باشد. اما تاکنون شواهد قدرتمندی برای دفاع از این مدعا ارائه نشده‌است. به شکلی که هیچ‌یک از راهنماهای بالینی تا سال ۲۰۲۲ این روش را به عنوان یک درمان برای اختلال کم توجهی - بیش فعالی (ا.ک.ت. ب) پیشنهاد نمی‌کنند.
- انجمن طب اطفال کانادا در راهنمای بالینی درمان ADHD که در سال ۲۰۱۸ منتشر شده در جدول شماره یک که مداخلات غیردارویی را در درمان معرفی کرده‌است، در مورد نوروفیدبک به شکل زیر اشاره کرده‌است. «مطالعات مرور نظام مند نشان داده‌اند که بر اساس گزارش والدین نوروفیدبک منافعی دارد، منافع مبتنی بر گزارش‌های کورسازی شده کمتر مشخص بوده‌است. برای آن که بتوان این مداخلات را از نظر بالینی مفید قلمداد کرد، لازم است رشد بیشتری در این زمینه صورت گیرد.»[۳]
- راهنمای بالینی ۲۰۰۹[۴] SIGN: بخش ۸٫۲٫۴ صفحه ۲۴ ذکر می‌کند که «نوروفیدبک در حال حاضر یک مداخله آزمایشی در کودکان و نوجوانان مبتلا به ا.ک.ت.ب. در نظر گرفته می‌شود. مداخلات استانداردشده‌ای وجود ندارد»
- راهنمای مراقبت سلامت انستیتوی ارتقای سیستم‌های بالینی ۲۰۱۲:[۵] صفحه ۴۱ ذکر می‌کند که «یک کارآزمایی بالینی شاهددار تصادفی نشان داده‌است که نوروفیدبک از برنامه رایانه‌ای آموزش مهارت توجه، اثربخشی بیشتر دارد. علایم ا.ک.ت.ب. در حد متوسطی بهتر شد. منافع طولانی مدت آن اثبات نشده‌است. هزینه و زمانی که فرد درگیر درمان است را هم باید مدّ نظر داشت. نوروفیدبک برای ADHD فاقد شواهد کافی پژوهشی است. میزان پاسخ درمانی به اندازه داروهای محرک نرسیده‌است؛ بنابراین نمی‌توان نوروفیدبک را به عنوان جایگزینی برای دارو در ADHD دانست.»
- راهنمای بالینی Nice: در این راهنما در بخش درمان‌ها هیچ اشاره‌ای به نوروفیدبک نشده‌است.[۶] در نسخه جدید این راهنما که مربوط به سال ۲۰۱۸ است هم، با وجود مرور مبسوطی که بر مقالات نوروفیدبک انجام شده، هنوز هیج توصیه ای در مورد استفاده از آن نشده‌است.[۷]
- راهنمای بالینی شورای ملی سلامت و پژوهشی پزشکی استرالیا:[۸] در صفحه ۲۲ و به عنوان یکی از درمان‌های دیگری که بر اساس شواهد فعلی استفاده از آن‌ها توصیه نمی‌شود، ذکر شده‌است.
- راهنمای بالینی درمان سرپایی ADHD در کودکان دانشگاه میشیگان که در سال ۲۰۲۰ منتشر شده‌است، در توصیه‌های غیردارویی خود اشاره می‌کند که هنوز شواهد کافی برای توصیه نوروفیدبک به عنوان یک درمان در این اختلال وجود ندارد.[۹]
- راهنمای بالینی دانشگاه دوک که به سفارش آژانس تحقیقات و کیفیت بهداشت (AHRQ) آمریکا و در سال ۲۰۱۸ تهیه شده‌است در درمان‌های غیردارویی ADHD در مورد نوروفیدبک در صفحه ۵۸ ذکر می‌کند که با توجه به ناهمگون بودن یافته‌ها و متفاوت بودن مداخلات هنوز قدرت شواهد در این زمینه ناکافی است.[۱۰]

بنابراین به نظر می‌رسد نوروفیدبک را هنوز نمی‌توان به عنوان یک درمان مؤثر در درمان ا.ک.ت.ب.، در نظر گرفت.

## کاربرد نوروفیدبک در درمان صرع
واکر (۲۰۱۰) در مطالعه ای مروری در رابطه با اثربخشی نوروفیدبک بر اختلال صرع این درمان را مؤثر معرفی کرده و گزارش می‌کند که در پیگیری‌های با متوسط ۶ سال (بین ۳ تا ۹) برگشت علائم وجود نداشته‌است.
استرمان و لانتز (۱۹۸۸)، ۲۴ فرد مبتلا به صرع مقاوم به دارو را تحت آموزش نوروفیدبک قرار داده و با اجرای مجموعه‌ای از آزمون‌های نوروسایکولوژیک در ابتدا، پس از کنترل و پس از درمان، مورد مطالعه قرار دادند. این افراد نقائص مشخصی را در کارکرد حرکتی، شناختی و روانی ـ اجتماعی از خود نشان دادند. همچنین این آزمون‌ها افرادی را که پس از آموزش، کاهش پایین‌تر یا بالاتر از حد متوسط در تشنج پیدا کرده بودند، متمایز ساختند. افرادی که بیشترین کاهش تشنج را از خود نشان دادند در مقایسه با افرادی که موفقیت کمتری در بهبودی کسب کرده بودند بیشترین بهبود را در توانایی حل مسئله عمومی کسب کردند اما در بقیه آزمون‌های شناختی و حرکتی تفاوت چندانی حاصل نشد. این افراد همچنین به‌طور معناداری از میزان داروی کمتری همراه با آموزش خود، در مقایسه با افرادی که موفقیت کمتری بدست آورده بودند، بهره گرفتند. در مقایسه با گروه کنترل بهبودی در عملکرد حرکتی و شناختی تنها در افرادی که بیشترین کاهش را در میزان تشنج از خود نشان داده بودند ظاهر شد.

### سایر کاربردها
استفاده از نوروفیدبک همچنین در بعضی انواع اختلالات اضطرابی، افسردگی و میگرن هم به کار رفته‌است. اگر چه شواهد پژوهشی دربارهٔ این اختلالات هم بسیار محدود و غیرقطعی است.
یکی دیگر از کاربردهای نوروفیدبک می‌تواند کمک به ارتقاء عملکرد ورزشی (مانند شطرنج و تیراندازی) یا بهبود عملکرد در موسیقی باشد.

## انواع روش‌های نوروفیدبک
در سال‌های اخیر، انواع مختلفی از نوروفیدبک معرفی شده‌اند که می‌توان به شش نوع زیر دسته‌بندی نمود:
۱- EEG Neurofeedback: رایج‌ترین نوع نوروفیدبک است و امواج سطحی، ثبت و تحلیل می‌شنود و بر اساس دامنه آن‌ها مشخصی فیدبک ارائه می‌شود.
2- Slow Cortical Potentials Neurofeedback: بر روی فرکانس‌های خیلی پائین (زیر یک هرتز)، کار تحلیل و فیدبک انجام می‌شود. برای درمان بیش‌فعالی/نقص توجه و به ویژه صرع می‌تواند مورد استفاده قرار گیرد.
3- HEG Neurofeedback: فیدبک بر اساس جریان خون اطراف مغز، ارائه می‌شود. این روش، برای درمان میگرن، نقص توجه (ADD) و افسردگی، اثربخشی بسیار محسوسی داشته و می‌تواند درمان مؤثرتری را ارائه کند. همچنین باعث کاهش تعداد جلسات تا «نصف» می‌گردد.
4- Z-Score Neurofeedback: مبتنی بر روش اول نوروفیدبک است اما ارائه فیدبک بر اساس دیتابیس جامعه نرمال انجام می‌گیرد که از افزایش یا کاهش بیش از حد فعالیت امواج مغزی پس از جلسات نوروفیدبک جلوگیری می‌کند.
5- LORETA Neurofeedback: لورتا نوروفیدبک که به نوروفیدبک عمقی نیز شناخته می‌شود، بر اساس منشأ تولید امواج مغزی فیدبک را ارائه می‌کند.
6- fMRI Neurofeedback: میزان فعالیت هر بخش از مغز را با استفاده از دستگاه MRI بررسی و فیدبک ارائه می‌شود. این روش هنوز در مرحله تحقیقات است.
7-  ILF neurofeedback: نوروفیدبک ILF مخفف شده عبارت Infra-Low frequency و به معنی فرکانس بسیار پایین (پایین‌تر از ۰. ۱ هرتز) است که سه پروتکل باند‌های فرکانسی (کلاسیک) مانند SMR-Beta،  پروتکل پتانسیل قشر آهسته یا Slow Cortical Potential (SCP) و رویکرد‌های نوین مبتنی بر علائم بر پایه SCP را به صورت همزمان بهینه و اجرا می‌کند. مقالات متعددی در زمینه درمان با نوروفیدبک ILF منتشر شده است.

## بحث و انتقاد پیرامون بازخورد عصبی
در منابع علمی بحث‌های ادامه داری در باره اثرات بازخورد عصبی در جریان است. باخورد عصبی بیشتر بر پایه شرطی سازی عامل استوار است،  حساسیت بازخورد (سختی دریافت جایزه) نیز در این میان نقش دارد. تحقیقات نشان داده که با تعدیل در آستانه سختی اثر شرطی مطلوب سازی می‌تواند عکس شود.  مقالات دیگری هستند که هنگام استفاده از آستانه خودکار که هر ۳۰ ثانه تغییر می‌کند تا ضریب موفقیت را در ۸۰ درصد نگه دارد هیچ اثری از تاثیر بازخورد عصبی مشاهده نکرده‌اند، به غیر از تاثیر پلاسیبو.